# Robert Mallet-Stevens

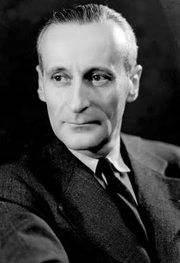
Robert Mallet-Stevens

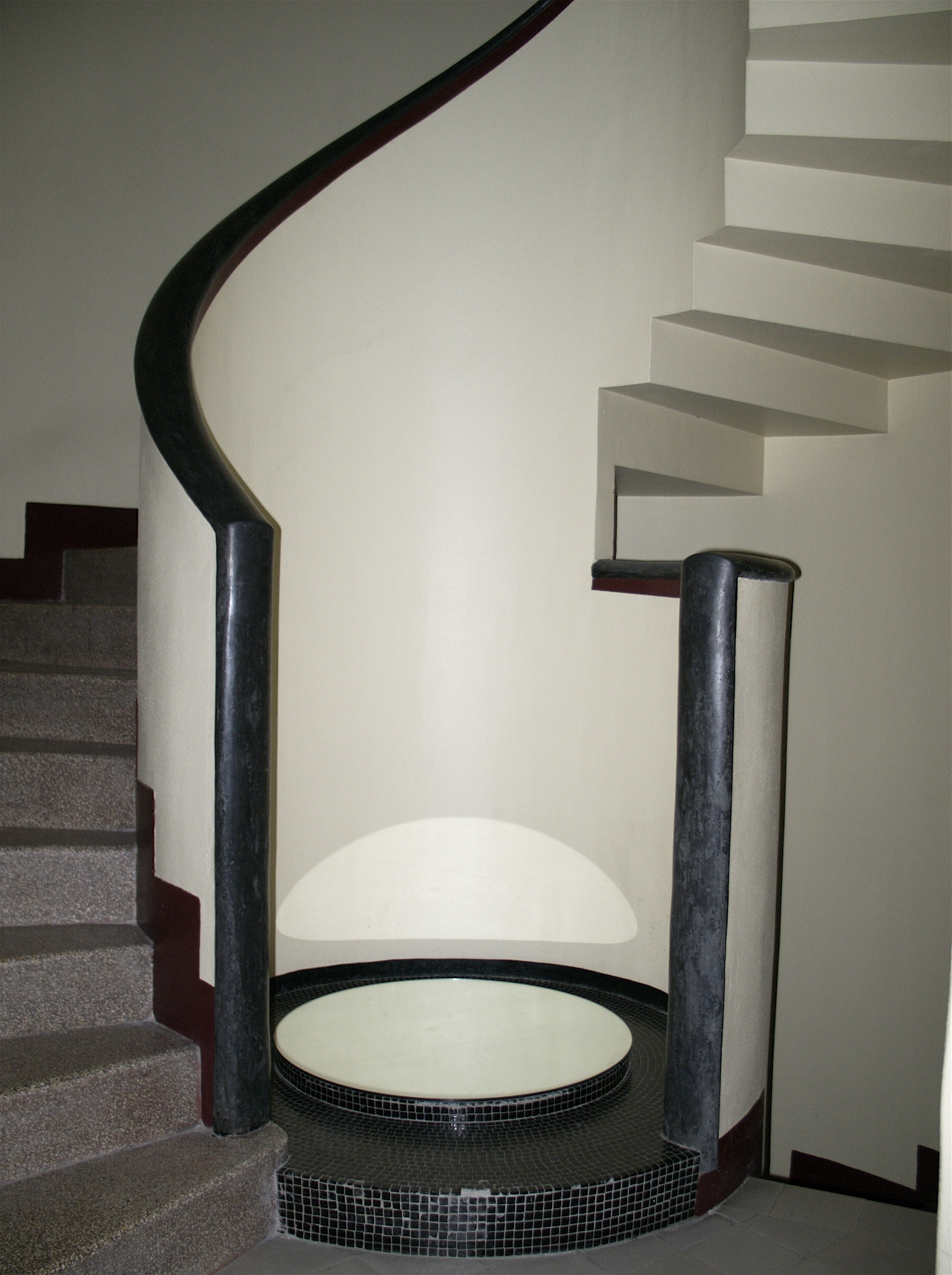
Treppenaufgang im Hotel Martel, Paris (1927)

Robert Mallet-Stevens (* 24. März 1886 in Paris; † 8. Februar 1945 ebenda) war ein avantgardistischer französischer Architekt der späten 1920er und frühen 1930er Jahre. Seine Bauten betonen nachdrücklich das kubistische Formbild.

## Leben
Robert Mallet-Stevens studierte von 1903 bis 1906 an der École Spéciale d’Architecture in Paris. 1912 stellte er seine Arbeiten auf dem Salon d’Automne aus und lernte die Architekten Pierre Chareau (1853–1950) und René Herbst kennen. Im Jahr 1913 plante er ein Villenobjekt für Frau Paquin in Deauville und entwickelte Projekte für Ausstellungen in Grand Lyon, London, Brüssel und San Francisco. Von 1920 bis 1921 gestaltete er die Kulissen für die Filme Jettatura von Pierre-Gilles Veber und Le Secret de Rosette Lambert von Raymond Bernard.
Den Auftrag für seinen ersten Bau, die Villa Noailles des Vizegrafen Charles de Noailles in Hyères (Département Var) erhielt Mallet-Stevens 1923. 1924 organisierte er eine Ausstellung der holländischen Künstlergruppe De Stijl. Im darauffolgenden Jahr baute er die Alfa-Romeo-Niederlassung Rue Marbeuf und den Pavillon du Tourisme auf der Exposition internationale des Arts Décoratifs et industriels modernes. Von 1926 bis 1927 wurden die Wohnhäuser an der Rue Mallet-Stevens in Auteuil (Paris) errichtet. Er gründete 1929 die Union des Artistes Modernes. Im selben Jahr stattete er die Wohnung von Tamara de Lempicka in der Rue Méchain aus.
Für seinen Freund, den Künstler Louis Barillet baute Mallet-Stevens 1932 dessen Stadthaus am Square de Vergennes in Paris (15. Arrondissement) und für einen Industriellen eine große Villa in Croix. Im Jahre 1930 baute er eine Brennerei in Istanbul, das Café du Brésil am Boulevard Haussmann sowie ein Restaurant im Theater von Grasse (Département Alpes-Maritimes). Mit dem Maler Fernand Léger schuf er 1923 zusammen die Ausstattung zum Film L’inhumane von Marcel L’Herbier. Für die Weltausstellung von 1937 plante er Pavillons, von denen zwei von Robert Delaunay dekoriert wurden.
Robert Mallet-Stevens starb am 8. Februar 1945 in Paris und fand seine letzte Ruhestätte auf dem Cimetière de Passy.

## Bauten
- Ausstellungspavillons:
  - Ausstellungspavillon an der Weltausstellung in Gent (1913)
  - Ausstellungspavillon in Lyon (1914)
  - Ausstellungspavillon in San Francisco (1915)
  - Pavillon des Transports, Exposition internationale des Arts Décoratifs et industriels modernes, Paris (1925)
  - Pavillon des Tabacs, de l’Hygiène et de la Solidarité für die Pariser Weltausstellung (1937)
  - Alfa-Romeo-Autohaus, Paris (1930)
  - Palais de la Lumière für die Pariser Weltausstellung (1937)
- Wohnhäuser:
  - Villa Noailles in Hyères, Frankreich (ab 1923)
  - Villa für M. Augier-Prouvost in Ville-d’Avray (1925)
  - Villa für Paul Poiret in Mézy-sur-Seine (1925)
  - Villa Collinet in Boulogne-Billancourt (1926)
  - Villa Cavrois in Croix, 1932
  - Wohnhäuser der rue Mallet-Stevens in Paris, 16. Arrondissement

## Filmografie
- 1920: Le secret de Rosette Lambert
- 1921: Jettatura
- 1921: La maison vide
- 1921: Le jockey disparu
- 1921: Les trois mousquetaires
- 1922: Triplepatte
- 1922: Vingt ans après
- 1923: Le costaud des Épinettes
- 1923: Le mauvais garçon
- 1924: Das Mirakel der Wölfe
- 1925: La ronde de nuit
- 1926: Sonja
- 1928: Le tournoi dans la cité
- 1928: Princesse Masha